# Nslookup
nslookup je nástroj příkazového řádku pro správu sítě dostupný v mnoha operačních systémech. Slouží pro dotazování na doménové jméno, IP adresu mapování nebo pro jiné vlastnosti DNS záznamu.

## Souvislosti
Název nslookup znamená jméno vyhledávacího serveru. nslookup používá pro řešení dotazů lokální DNS knihovnu, kterou obsahuje operační systém. nslookup je nastaven podle konfigurace uvedené v souboru resolv.conf (v unixových systémech).
I když je nslookup program velmi starý, pořád se standardně instaluje na většinu verzí systému Windows, například Windows XP, Windows Vista i Windows 7.

## Použití
nslookup se používá buďto v interaktivním nebo neinteraktivním módu. Pokud se program nslookup spouští interaktivně bez argumentů, uživatel je postupně vyzván, aby zadal parametry dotazu. Symbolem interaktivního použití je ('>'). Pokud chce uživatel spustit program nslookup neinteraktivně, přidá argumenty do příkazového řádku (při volání programu).
Obvyklá syntaxe příkazu:
```
$ 
nslookup
 
[
-volby
]
 
[
název
 
|
 
-
]
 
[
server
]

```

## Příklad
Následující příklad ukazuje dotaz na DNS pro zjištění IP adres z domény priklad.com použitím příkazu nslookup priklad.com v příkazovém řádku interpreta (shell):
```
$ 
nslookup
 
priklad.com

Server: 192.168.0.254

Address: 192.168.0.254#53

Non-authoritative answer:

Name: priklad.com

Address: 192.0.32.10

```

(Odpověď je tzv. non-authoritative. Záznam typu AA je označován jako authoritative (uvádí vždy přímo IP adresu) a záznam CNAME nebo MX jako non-authoritative.)
Toto je příklad interaktivního použití programu nslookup. Uživatel volá program bez argumentů a argumenty zadává až na výzvy příkazového řádku ('>'):
```
 $ 
nslookup

 Default Server:  dsldevice.lan

 Address:  192.168.1.1

 

 > server 8.8.8.8

 Default Server:  google-public-dns-a.google.com

 Address:  8.8.8.8

 

 > set type=mx

 > wikipedia.org

 Server:  google-public-dns-a.google.com

 Address:  8.8.8.8

 

 Non-authoritative answer:

 wikipedia.org   MX preference = 10, mail exchanger = mchenry.wikimedia.org

 wikipedia.org   MX preference = 50, mail exchanger = lists.wikimedia.org

 > exit

```

V tomto příkladu program nejprve zobrazuje základní nastavení DNS serveru. Poté uživatel zadá IP adresu 8.8.8.8. Dále uživatel zapíše příkaz, který mění nastavení programu nslookup na zobrazování MX záznamů. MX záznam je záznam, který uvádí název poštovního serveru, a musí být vždy uveden jako jiný platný název. Nakonec se uživatel dotazuje názvem domény na MX záznam. Příkazem exit ukončí interaktivní relaci a ukončí program.
Program nslookup umí také zobrazit reverzní záznamy, což jsou zpětné záznamy, kdy je převedena IP adresa na název domény. Dále v tomto dotazu zobrazí také name servery, kde je reverzní záznam získán. Například:
```
$ 
nslookup
 
208
.80.152.201

Server: 8.8.8.8

Address: 8.8.8.8#53

Non-authoritative answer:

201.152.80.208.in-addr.arpa name = wikipedia-lb.pmtpa.wikimedia.org.

Authoritative answers can be found from:

152.80.208.in-addr.arpa nameserver = NS2.wikimedia.org.

152.80.208.in-addr.arpa nameserver = NS0.wikimedia.org.

152.80.208.in-addr.arpa nameserver = NS1.wikimedia.org.

NS0.wikimedia.org internet address = 208.80.152.130

NS1.wikimedia.org internet address = 208.80.152.142

NS2.wikimedia.org internet address = 91.198.174.4

```